# Asunción Nochixtlán (kommun)
Asunción Nochixtlán är en kommun i Mexiko.   Den ligger i delstaten Oaxaca, i den sydöstra delen av landet, 300 km sydost om huvudstaden Mexico City.
Följande samhällen finns i Asunción Nochixtlán:
- Asunción Nochixtlán
- La Cumbre
- Santiago Buena Vista
- La Labor
- El Progreso
- Yodonguio